# Goioxim
Goioxim est une municipalité brésilienne située dans l'État du Paraná.